# Bucle extraño
El concepto bucle extraño (también extraño bucle) lo presentó Douglas Hofstadter primero en su libro Gödel, Escher, Bach y luego, en el 2007, lo desarrolló más ampliamente en la continuación Yo soy un extraño bucle. Alude a todos aquellos casos en los que, al moverse hacia arriba o hacia abajo a través de un sistema jerárquico, uno se encuentra de nuevo donde comenzó. Los bucles extraños pueden implicar autorreferencia y paradoja.

## Definiciones
Un bucle extraño es una jerarquía de niveles, cada uno de los cuales puede consistir en objetos, procesos, o prácticamente cualquier otra cosa (esa es la noción general). Cada nivel está vinculado a otro al menos por algún tipo de relación. Un bucle extraño jerárquico, sin embargo, está "enredado" (Hofstadter se refiere a él como una "heterarquía"), en el que no hay bien definidos un nivel más alto o más bajo. Los niveles están organizados de tal forma que, desplazándose a través de ellos, finalmente uno vuelve al punto de partida, es decir, al nivel original. Ejemplos de bucles extraños que ofrece Hofstadter incluyen muchas de las obras de M. C. Escher, el flujo de información entre la red de ADN y enzimas a través de la síntesis de proteínas y la replicación del ADN, y declaraciones "gödelianas" (en alusión a Kurt Gödel) que son autorreferentes en los sistemas formales.
En Yo soy un bucle extraño, Hofstadter define los bucles extraños de la siguiente forma:

Y, sin embargo, cuando digo "bucle extraño", tengo otra cosa en mente - un concepto menos concreto, más difícil de alcanzar. Lo que quiero decir por "bucle extraño" es - aquí va, de todos modos, una primera punzada - no un circuito físico abstracto, sino un bucle en el que, en la serie de etapas que constituyen el ciclo-alrededor, hay un cambio de un nivel de abstracción (o estructura) a otro, lo que se siente como un movimiento hacia arriba en una jerarquía de alguna manera y, sin embargo, los sucesivos "hacia arriba" cambian a su vez para dar lugar a un ciclo cerrado. Esto es, a pesar de la sensación de que salgan cada vez más de su propio origen, uno termina, con el consiguiente choque, exactamente donde se había comenzado. En resumen, un bucle extraño es un lazo de retroalimentación paradójica a nivel cruzado.